# Rakitovec (gmina Koper)
Rakitovec – wieś w Słowenii, w gminie miejskiej Koper. 1 stycznia 2018 liczyła 114 mieszkańców.